# تروئو ناکامورا
ناکامورا تروئو (به ژاپنی: 中村 輝夫, Nakamura Teruo); ۸ اکتبر ۱۹۱۹ – ۱۵ ژوئن ۱۹۷۹) فرد نظامی اهل ژاپن بود. وی آخرین سربازهای باقیمانده ژاپنی بود که پس از پایان جنگ در سال ۱۹۴۵ تسلیم شد.